# Denti d'Ambin
I Denti d'Ambin (3.372 m s.l.m.) sono una cresta frastagliata costituita da tre guglie principali. situata in territorio francese a poca distanza dal confine con l'Italia. Appartengono al gruppo d'Ambin nelle Alpi Cozie.

## Caratteristiche
I tre Denti d'Ambin sono chiamati:
- Dente Meridionale - 3.372 m
- Dente Centrale - 3.353 m
- Dente Settentrionale - 3.365 m

I Denti d'Ambin sono di poco superati in altezza dalla vicina Rocca d'Ambin. Visti salendo la Val di Susa si notano chiaramente distinti in tre. Salendo dal Colle del Piccolo Moncenisio appaiono invece come un dente unico.

## Salita alla vetta
La conquista dei tre Denti si è scatenata nel 1875. Varie cordate in quell'anno tentarono la conquista del Dente Settentrionale che era considerato più ardito ed a quel tempo pensato più alto. Esso fu vinto il 10 agosto 1875 da Martino Baretti con le guide Augusto, Francesco e Giuseppe Sibille.
La conquista del Dente Meridionale risale al 14 luglio 1984 ed è attribuita a Giovanni Gerra con le guide Edoardo e Francesco Sibille.
Ancora oggi la salita ha carattere alpinistico e può essere iniziata partendo dal Rifugio Luigi Vaccarone.

## Galleria d'immagini

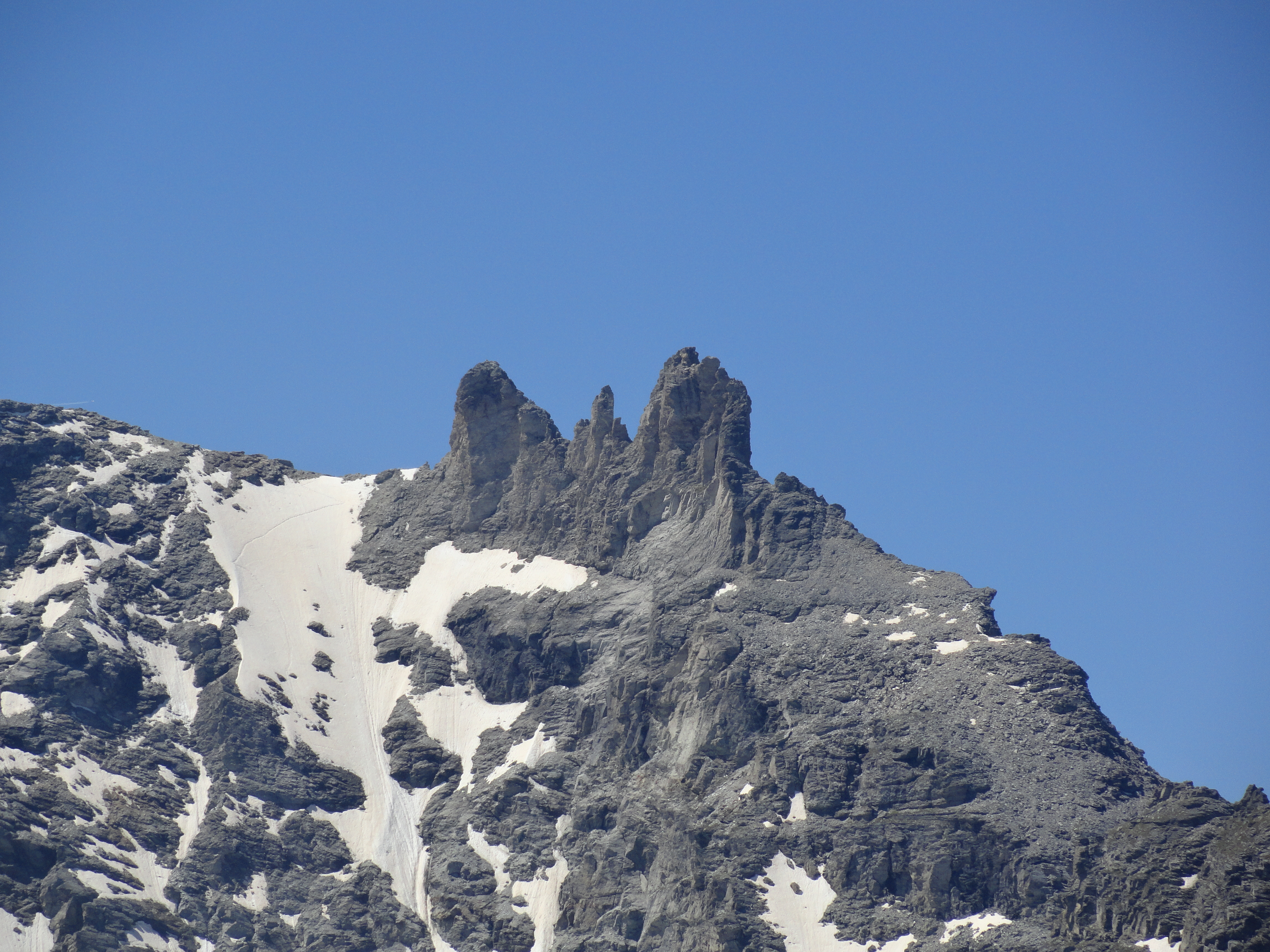
I Denti d'Ambin visti dal Monte Malamot
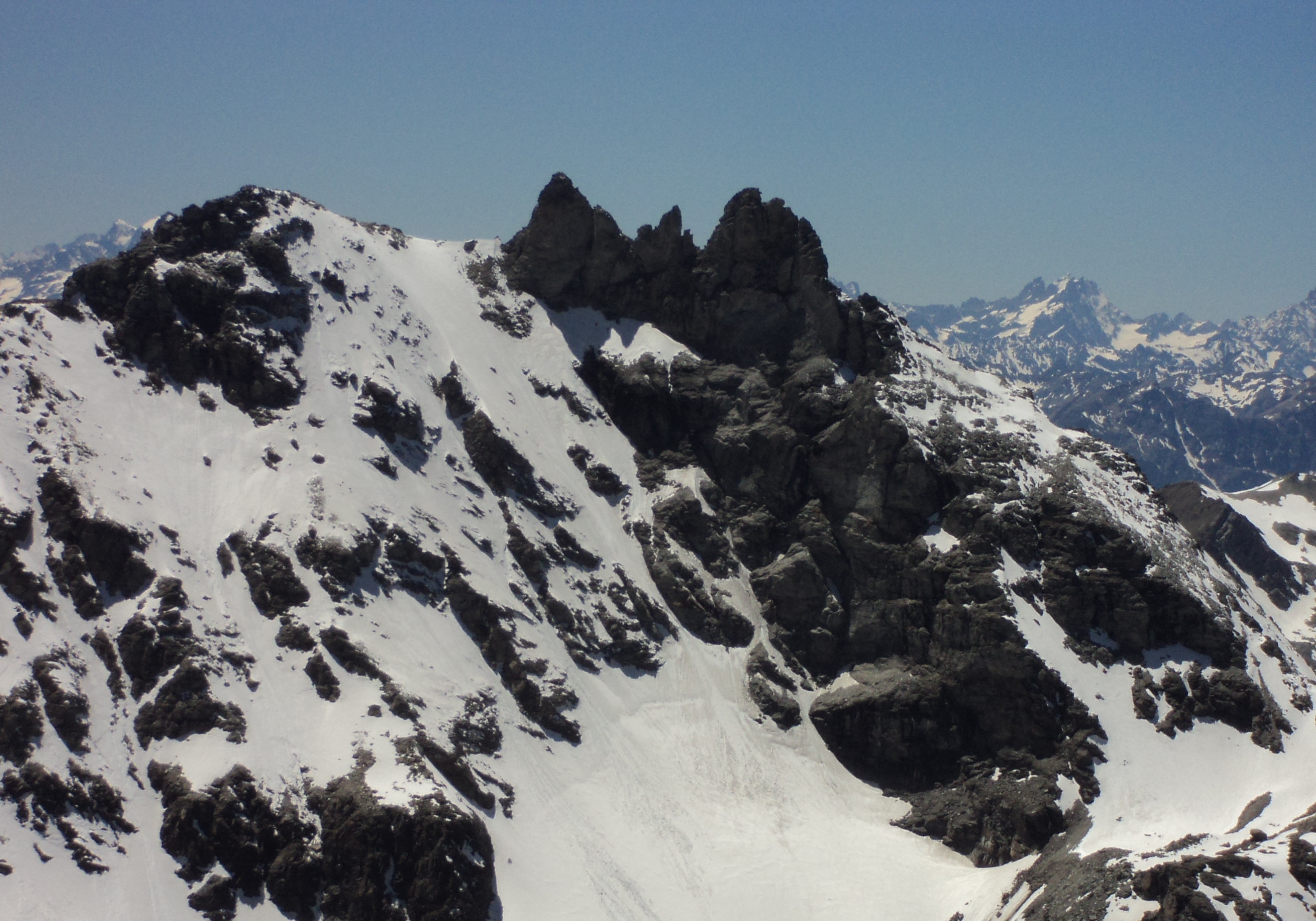
I Denti d'Ambin visti dal Monte Giusalet. Nella fotografia il Dente Settentrionale si trova a destra.
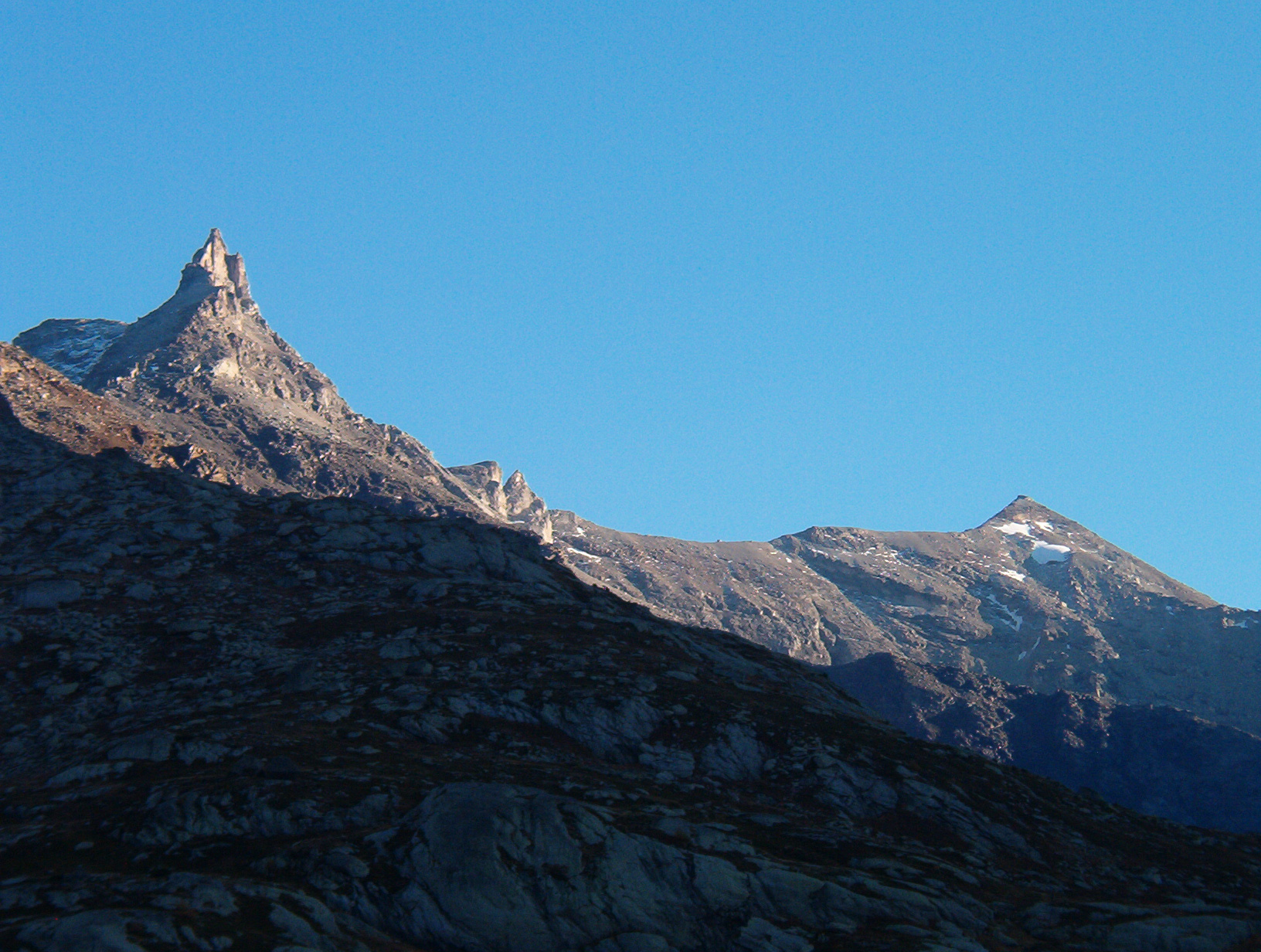
I Denti d'Ambin e la Rocca d'Ambin (a destra) visti dal colle del Piccolo Moncenisio.